# کراتون

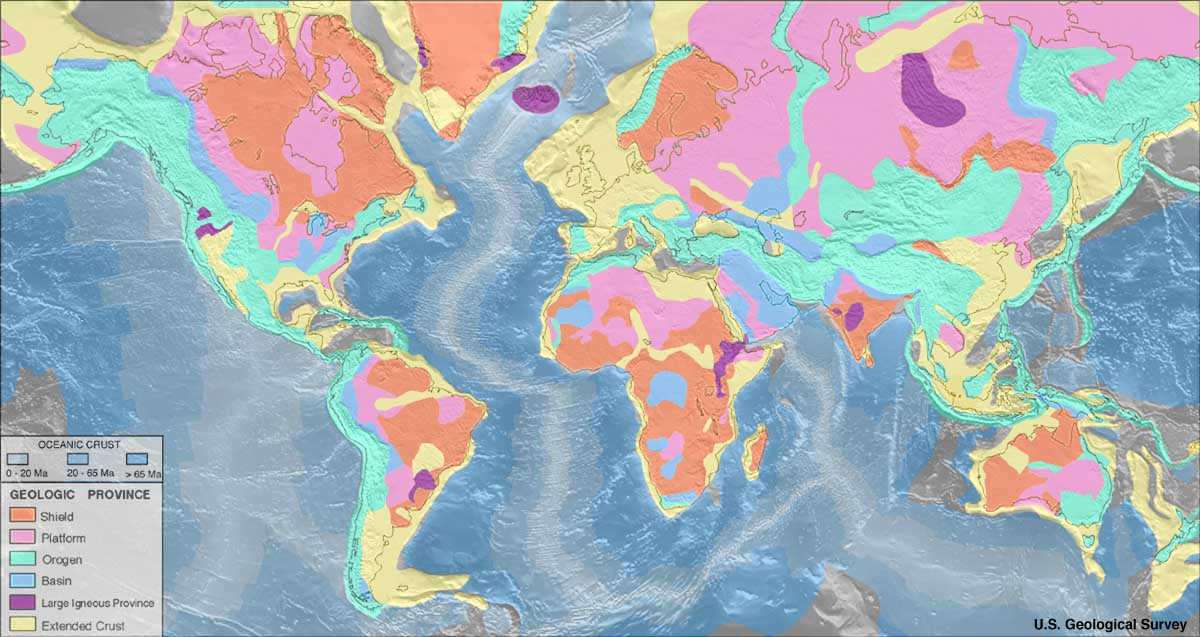
حوزه‌بندی زمین‌شناختی زمین. سکوهای قاره‌ای که در این نقشه به رنگ صورتی نشان داده شده‌اند و سپرها (به رنگ نارنجی) با هم پوسته‌های پایا یا همان کراتون‌های جهان را تشکیل می‌دهند.

پوستهٔ پایا یا کراتون (craton)، در زمین‌شناسی به بخشی از پوستهٔ زمین گفته می‌شود که به پایداری رسیده و در دوره‌ای طولانی تنها دچار دگرشکلی اندکی شده‌است.
پوسته پایا بخش‌های کهن و پایدار پوسته کره زمین هستند که دارای مقاومت زیادی بوده و برخلاف بخش‌هایی که دچار فرایند کوهزایی شده‌اند طی حدود یک میلیارد سال گذشته تغییر شکل عمده‌ای نیافته‌اند. کراتون‌ها که با پشت سر گذاشتن دوره‌های طولانی جدایش و فشردگی قاره‌ها هم‌چنان شکل خود را حفظ کرده‌اند معمولاْ در داخله‌های صفحات زمین‌ساختی قرار دارند. کراتون‌ها را می‌توان در اصل «هسته» هر قاره به‌شمار آورد که بقیه قسمت‌های قاره طی یک میلیارد سال گذشته به آن‌ها پیوند خورده‌است.
قدیمی‌ترین پایاپوسته‌ها حدود ۳ میلیارد سال سن دارند و در دوره گذار میان نخست‌زیستی (آرکئن) و پیشین‌زیستی (پروتروزویک) تشکیل شده‌اند. کراتون‌ها در برخی نقاط جهان به شکل سپرهایی به سطح آمده‌اند؛ این سپرها ساختارهای بزرگ زمین‌شناختی هستند که در آن‌ها سنگ‌های ژرف به سطح آمده‌اند. قاره‌های امروزی همگی یک یا چند سپر دارند برای نمونه سپر کانادا در قاره آمریکای شمالی و سپر بالتیک و سپر اوکراین در قاره اروپا. سپرهای بالتیک و اوکراین هر دو توسط یک پوسته پایا تشکیل شده‌اند که کراتون اروپای شرقی نامیده می‌شود.
درون کراتون‌ها اغلب نواحی طویل و کمربندمانندی از سنگ‌های سخت‌شده قرار دارد که کمربند سنگ سبز greenstone belt نامیده می‌شوند و منبع عمده ذخایر طلا هستند. (مثلاً در استرالیای غربی، سپر کانادا و غرب آفریقا)
قدیمی‌ترین صخره‌های جهان ازجمله سنگ‌هایی که گنیس آکاستا نام دارند و در سپر کانادا قرار گرفته‌اند حدود ۳٫۸ میلیارد سال دیرینگی دارند. در کراتون پیلبا در استرالیا زیرکونیمی یافت شده که دیرینگی بسیار بیشتری دارند (تا ۴٫۳ میلیارد سال) و پیدا شدن آن این فرض را تقویت می‌کند که در زمان پیش از ایجاد کراتون‌های امروزی نیز پوسته قاره‌ای یا در هر صورت رسوبات (و بنابراین آب روان) وجود داشته که بعدها نابود شده‌است.

## زیست‌پذیری پایاپوسته‌ها
شکستگی‌های عمیق، تاریک و بی‌اکسیژن پایاپوسته‌های دوره پرکامبرین در زمین محل زیست ریزسازواره‌هایی است که انرژی لازم برای بقای خود را با مصرف گازها، مواد مغذی موجود در مایعات و کربن آلی که خیلی کم به آن دسترسی دارند تأمین می‌کنند.
بیشتر برآوردهای کنونی نشان می‌دهد که زیست‌کره ژرف زمین مأمن بیشتر موجودات میکروبی زمین است؛ علاوه‌بر این که حدود ۱۰ تا ۱۲ درصد از زیست‌توده سیاره ما را نیز در دل خود جا داده‌است.
این اکوسیستم‌ها میزبان نیاکان میکروب‌هایی هستند که برای شناخت منشأ و تکامل حیات در سیاره زمین اهمیت علمی زیادی دارند اما کم‌ترین میزان پژوهش روی آنها انجام شده‌است و کم‌ترین اطلاعات از آنها به دست آمده‌است.
سنگ‌های پایاپوسته‌ای میلیاردها سال پیش شکل گرفتند؛ در اعماق پوسته زمین و در دمایی که برای زندگی هر موجود زنده‌ای غیرممکن است. مدت‌های مدیدی گذشت تا این که پس از فرایند فرسایش سنگ‌هایی که امروزه می‌بینیم به سطحی از پوسته رسیدند که دمایش امکان حیات را فراهم می‌آورد.
تعیین این‌که این محیط‌های سنگی چه زمانی زیست‌پذیر شدند و در برخی موارد چه زمانی مدفون شدند و دوباره در وضعیت بی‌باری و زیست‌ناپذیری قرار گرفتند اطلاعات تازه‌ای را دربارهٔ تکامل زیست‌کره عمیق زمین به دست خواهد داد.
این امر به‌ویژه از آن جهت مهم است که میکروب‌های ساکن اعماق، الگوی دگرگشتی مشابه سوخت‌وساز بسیار ابتدایی در زمین را دارند. همچنین گزارش‌هایی از دوره‌های طولانی زیست‌پذیری در سیالات عمیق برخی از کراتون‌ها موجود است. این گزارش‌ها حاکی از این هستند که پژوهش‌های علمی در کشف این که این کراتون‌ها چه زمانی دارای اکوسیستم‌های فعال بوده‌اند ناتوان هستند.
اما دانشمندان با تلفیق نتایج گاه‌شماری گرمایی به‌دست‌آمده از چندین سامانه تاریخ‌گذار ایزوتوپ پرتوزا، اکنون می‌توانند پیشینه آن پایاپوسته‌ها را طی مدفون‌شدگی‌ها و فرسایش‌های پی‌درپی در طول زمان بازسازی کنند. این رویکرد، زمینه را برای رمزگشایی و تفسیر همان مقدار ناچیز پیشینه زمین‌شناختی به دست آمده از زیست‌کره عمیق کراتون‌ها فراهم می‌آورد.
پژوهشگران همچنین توانسته‌اند گذشته سنگواره‌های حیات کهن در صخره‌های کراتونی اسکاندیناوی را با دوران زیست‌پذیری که به کمک گاه‌شماری گرمایی تعیین شده بودند مرتبط کنند. این یافته نشان می‌دهد که می‌توان از گاه‌شماری گرمایی برای یافتن مناطقی که قدیمی‌ترین پیشینه زیستی ریزسازواره‌های زیرسطحی را دارند استفاده کرد. نقاطی مثل شرق فنلاند، گرینلند و احتمالاً بخش‌هایی از کانادا از لحاظ وجود شرایط زیست‌پذیر به مدت یک میلیارد سال یا شاید بیشتر توجه دانشمندان را به‌طور خاص جلب کرده‌اند.
پژوهش‌های سال‌های اخیر جای تردیدی باقی نمی‌گذارند که ریزسازواره‌ها در عمق چند کیلومتری صخره‌های شکسته بخش‌های قاره‌ای و اقیانوسی زمین زندگی می‌کنند و این پیشینه زیستی مربوط به میلیون‌ها سال پیش است.
بیشترین بخش قاره‌ای زمین از سنگ‌های آذرین تشکیل شده‌است. نشانه‌های فسیلی از حیات کهن در تمامی شکستگی‌های سنگ‌های آذرین مشاهده شده‌اند.
عنصر سلنیوم و حیات میکروبی پوسته قاره‌ای زمین: حفاری‌هایی که در طول دهه‌های گذشته در بستر دریا انجام شده‌اند شواهد با ارزش بیشتری را از وجود یک زیست‌کره گسترده در ژرفای زمین در زیر بستر دریا نمایان کرده‌اند. سیالاتی که در بخش زیرین کف دریا جریان دارند ترکیباتی شیمیایی را آزاد می‌کنند که تأمین‌کننده انرژی میکروب‌ها در آن اکوسیستم‌های ژرف هستند.
تنها در تعداد انگشت شماری از نقاط دنیا از جمله کهن‌ترین بخش‌های قاره‌ای پوسته زمین، نمونه‌برداری مستقیم از زیست‌کره عمیق قاره‌ای امکان‌پذیر است. پایاپوسته‌هایی که قدمت آنها به ابردوران نخست‌زیستی (آرکئن) می‌رسد نمونه‌ای از این نقاط انگشت شمار هستند. این محل‌ها نشان می‌دهند که شکستگی‌های عمیق، نقش گذرگاه را برای سیالات ایفاء کرده و مواد مغذی مهمی را به میکروب‌های ساکن زیستگاه‌های نامساعد می‌رسانند. در این بین، عنصر سلنیوم (Se) نقش بسیار مهمی را در این گونه سامانه‌ها ایفا می‌کند. حتی کم‌ترین مقادیر سلنیوم می‌تواند موجب ادامه فعالیت میکروبی شود، البته در صورتی که شرایط فیزیکی و شیمیایی مناسب فراهم باشند.